# Adesmia leptobotrys
Adesmia leptobotrys är en ärtväxtart som beskrevs av Arturo Erhardo Erardo Burkart. Adesmia leptobotrys ingår i släktet Adesmia och familjen ärtväxter. Inga underarter finns listade i Catalogue of Life.